# Дельнов, Александр Владиславович
Александр Владиславович Дельнов (род. 14 января 1994, Москва) — российский хоккеист, нападающий.

## Биография
В российских соревнованиях дебютировал в сезоне МХЛ 2011/12 в составе команды «Мытищинские атланты». На драфте НХЛ 2012 года был выбран в 4-м раунде под общим 114-м номером клубом «Флорида Пантерс». На драфте CHL был выбран под 8 номером клубом WHL «Сиэтл Тандербердс», в котором отыграл сезоны 2012/13 — 2013/14. 8 апреля 2013 года подписал просмотровый контракт с фарм-клубом «Флориды» «Сан-Антонио Рэмпейдж» и провёл за команду в AHL шесть матчей.
26 мая 2014 года подписал двусторонний двухлетний контракт с клубом КХЛ «Югра» Ханты-Мансийск. Провёл в КХЛ два матча, сезон отыграл в МХЛ в составе команды «Мамонты Югры». Перед сезоном 2015/16 перешёл в хабаровский «Амур». Сыграл 8 матчей в КХЛ и 4 — в партнёрском клубе «Рязань-ВДВ» в ВХЛ, после чего играл за пензенский «Дизель». Сезон 2016/17 начал в «Сочи». В декабре покинул клуб и выступал за команды ВХЛ «Динамо» СПб и ТХК (2016/17), «Химик» Воскресенск и «Чэнтоу» (2017/18), «Молот-Прикамье» (2018/19). 27 августа 2019 года подписал однолетний двусторонний контракт с клубом КХЛ «Адмирал», провёл в октябре — ноябре пять игр. Затем выступал в ВХЛ за «Ермак» Ангарск (2019/20), «Тамбов» (2019/20 — 2020/21), «Нефтяник» Альметьевск и «АКМ» Новомосковск (2021/22). В конце сезона 2021/22 сыграл пять матчей в клубе чемпионата Белоруссии за «Гомель».
Участник чемпионата мира среди юниоров 2012.